# 小行星2799
小行星2799（2799 Justus）是一颗围绕太阳公转的小行星。1960年9月25日，C. J. 万·豪敦、I. 万·豪敦-格勒内费尔德、T. 赫雷爾斯在帕洛马山发现了此天体。
該小行星以荷蘭天文學家H·G·范德桑德·巴庫岑的後代賈斯圖斯·克雷默（Justus Cramer）命名。
这颗小行星的绝对星等为20.19874等。